# NGC 3119
NGC 3119 (również PGC 29381) – zwarta galaktyka (C), znajdująca się w gwiazdozbiorze Lwa. Odkrył ją Albert Marth 14 grudnia 1863 roku. Według niektórych źródeł NGC 3119 to duplikat NGC 3121.